# Szenes porhanyósgomba
A szenes porhanyósgomba (Psathyrella pennata) a porhanyósgombafélék családjába tartozó, Európában, Észak-Amerikában és Ausztráliában honos, erdei égésnyomokon élő, nem ehető gombafaj. 

## Megjelenése
A szenes porhanyósgomba kalapja 1-3 (4) cm széles, alakja domború, vagy közepe kissé púpos. Színe hús- vagy vörösbarna; száraz időben szürkésokkeresre fakul. Felülete fiatalon fehéresen gyapjas, később lecsupaszodik. Széle sokáig szálas-pelyhes.
Húsa vékony, vizenyős, törékeny. Színe vörösbarna, sötét bézs-barnás vagy szürkésbarna. Kellemes gombaszagú, íze nem jellegzetes. 
Sűrű lemezei szélesen tönkhöz nőttek, sok a féllemez. Színük fiatalon bézs, később sötétbarnás. Élük világosabb, finoman pelyhes.
Tönkje fehéres, hosszanti szálas, az alsó részén gyapjas-pelyhes.
Spórapora lilás barnásfekete. Spórája 6-9 x 3-4,5 µm-es. 

### Hasonló fajok
A tűznyom-szürkefülőke vagy a korai porhanyósgomba hasonlíthat hozzá. 

## Elterjedése és termőhelye
Európában, Észak-Amerikában és Ausztráliában honos. Magyarországon ritka.
Erdei égésnyomokon fordul elő. Júniustól szeptemberig terem.

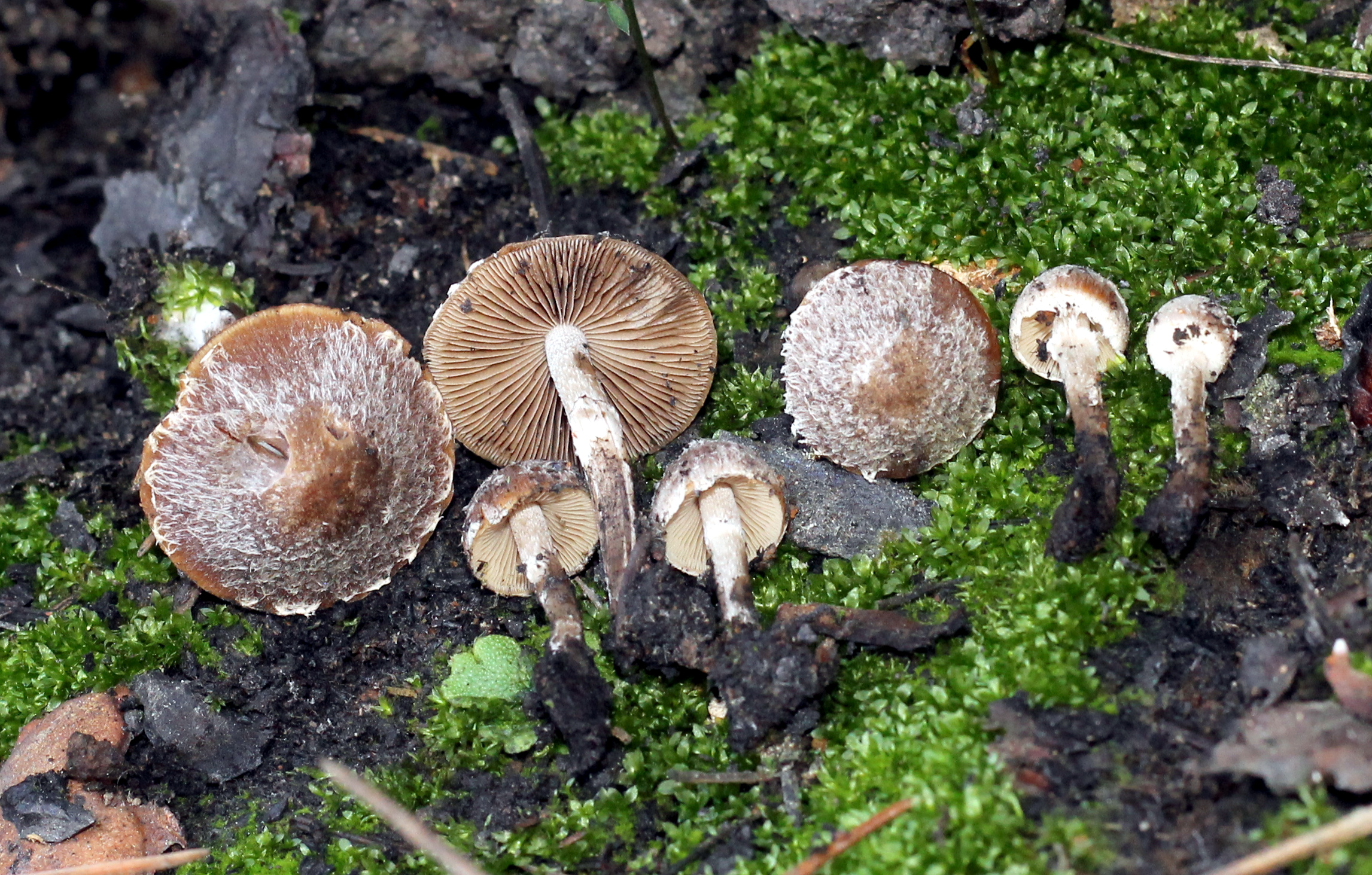
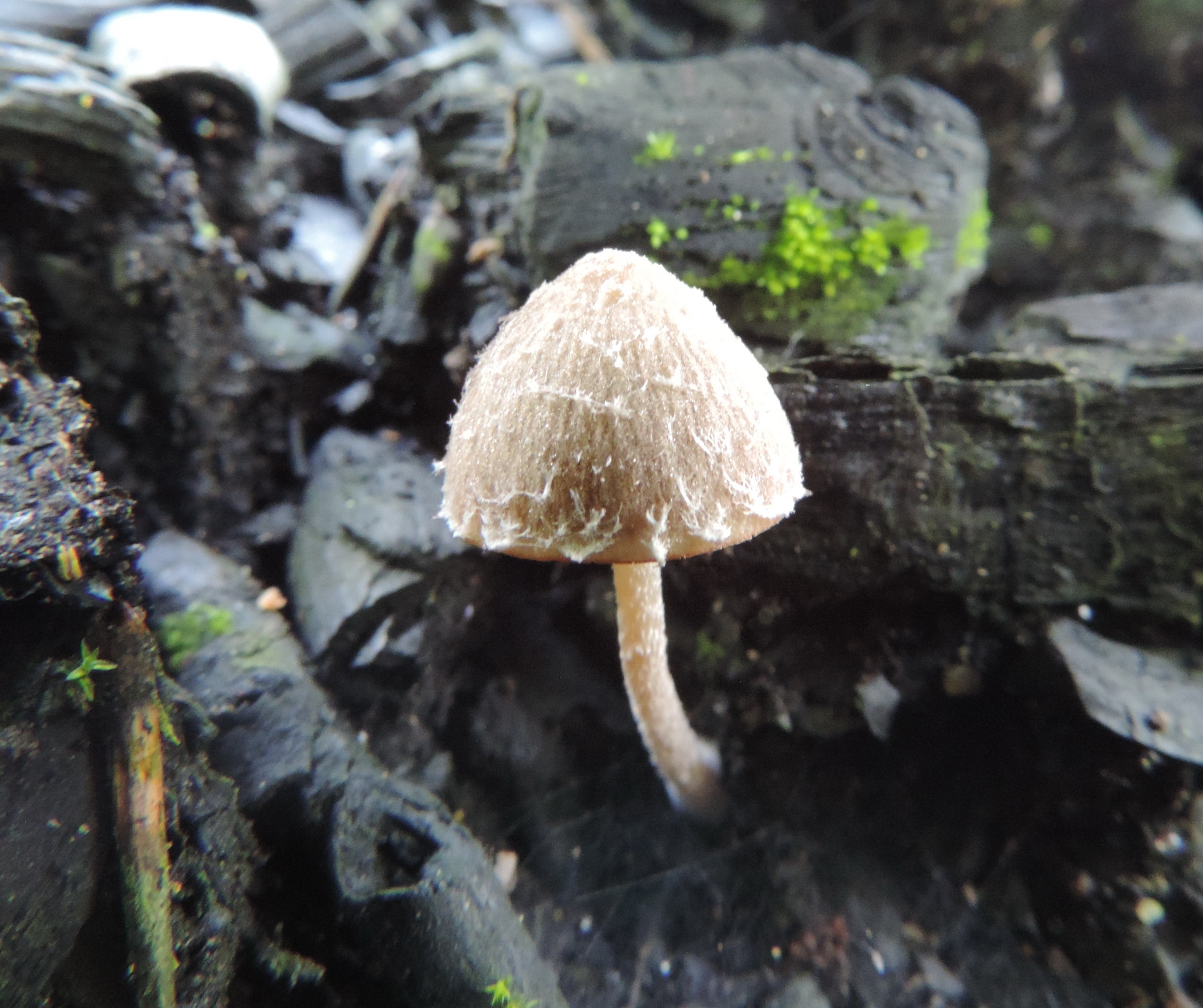
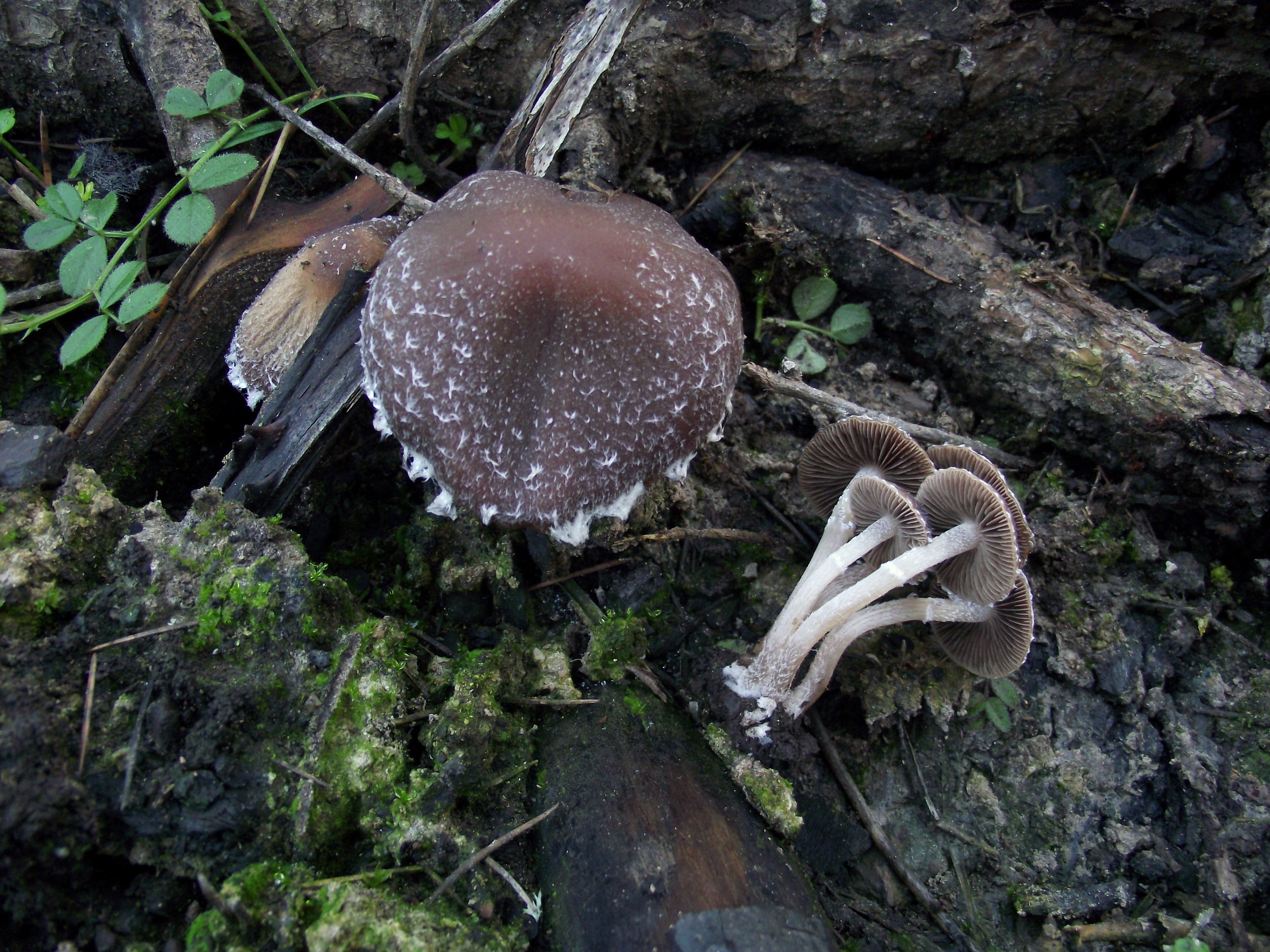
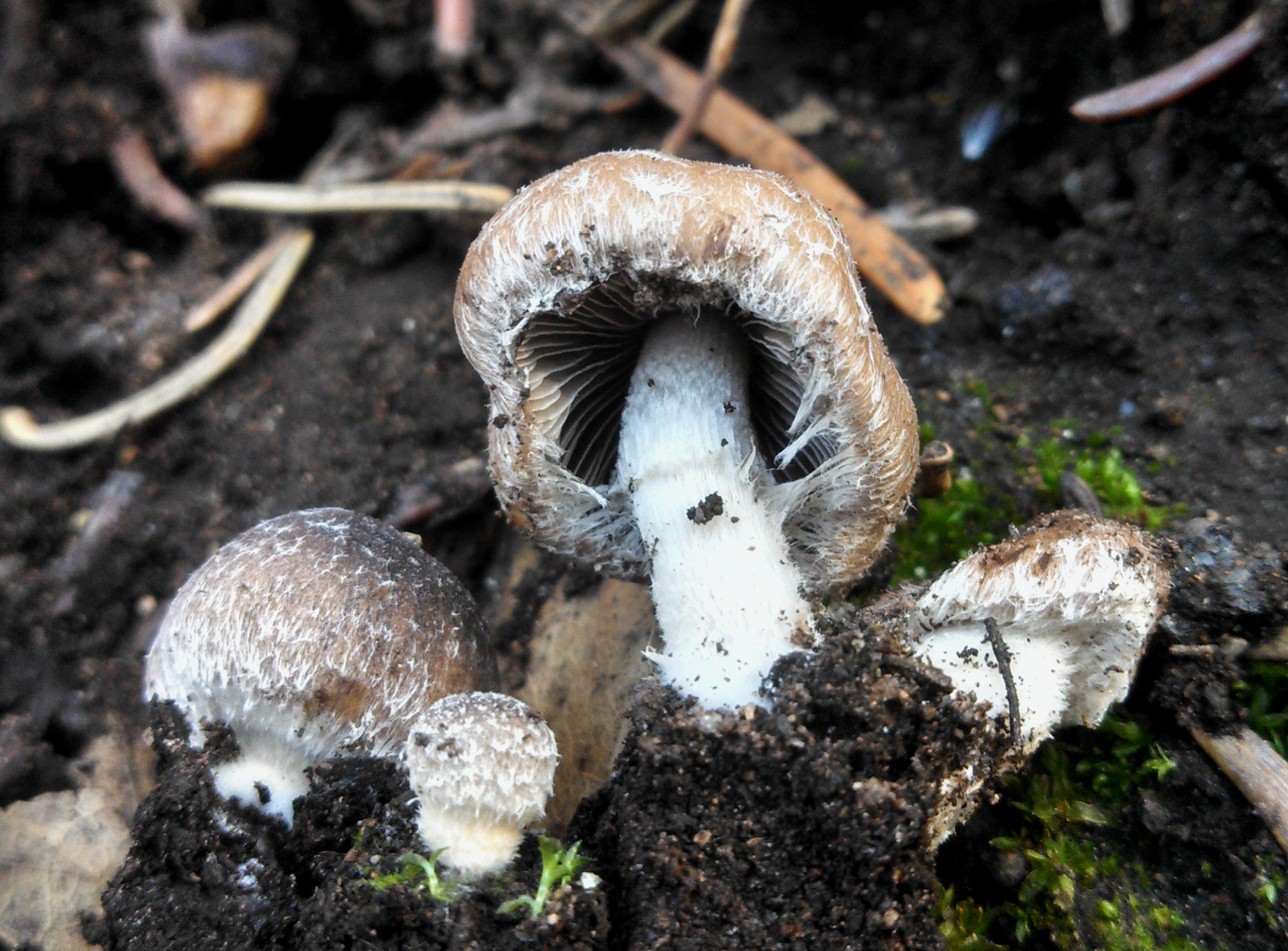

Nem ehető.  